# Nomenklatura
Nomenklatura (tiếng Nga: номенклату́ра; tiếng Latinh: nomenclatura) là một danh xưng dùng để chỉ nhóm người lãnh đạo trong Liên Xô và các quốc gia khối Đông Âu, những người nắm giữ nhiều vị trí hành chính quan trọng khác nhau trong bộ máy quan liêu, điều hành tất cả các lĩnh vực hoạt động của các quốc gia đó: chính phủ, công nghiệp, nông nghiệp, giáo dục, v.v. được sự chấp thuận của đảng cộng sản của mỗi quốc gia hoặc khu vực.
Hầu như tất cả các thành viên của nomenklatura đều là thành viên của một đảng cộng sản. Các nhà phê bình Stalin, như Milovan Djilas, đã định nghĩa chúng như là một"giai cấp mới". Trotsky sử dụng thuật ngữ đẳng cấp hơn là giai cấp, bởi vì ông cho rằng Liên Xô là một nhà nước công nhân thoái hóa, chứ không phải là một xã hội giai cấp mới. Richard Faucet, một nhà sử học chống Cộng Harvard, tuyên bố rằng hệ thống nomenklatura chủ yếu phản ánh sự tiếp nối của chế độ Sa hoàng cũ, khi nhiều cựu quan chức Sa hoàng hay"chuyên gia"gia nhập chính phủ Bolshevik trong và sau Nội chiến Nga trong giai đoạn 1917 đến 1922.
Nomenklatura tạo thành một tầng lớp tinh hoa thực tế (elite) của các cường quốc trong khối Đông Âu cũ; người ta có thể so sánh họ với tầng lớp cơ sở (establishment) ở phương Tây, nắm giữ hoặc kiểm soát cả quyền lực tư nhân và công cộng (ví dụ, trong truyền thông, tài chính, thương mại, công nghiệp, nhà nước và các tổ chức).

## Từ nguyên
Thuật ngữ tiếng Nga có nguồn gốc từ tiếng Latin nomenclatura, có nghĩa là"danh sách".
Thuật ngữ này đã được phổ biến ở phương Tây bởi nhà bất đồng chính kiến Liên Xô Michael Voslenski, người vào năm 1970 đã viết một cuốn sách có tựa đề Nomenklatura: Giai cấp thống trị của Liên Xô (tiếng Nga: Номенклатура. Господствующий класс Сове́тского Сою́за)